# Helena Makowska
Helena Makowska z domu Wojniewicz (ur. 2 marca 1893 w Krzywym Rogu, zm. 22 sierpnia 1964 w Rzymie) – polska aktorka i piosenkarka.

## Życiorys
Była córką Wojniewicza, przemysłowca. Wychowywała się na obszarze stepów dońskich.
Początkowo występowała w operach lwowskich. Potem grała we włoskich, a następnie niemieckich niemych filmach. W latach 20. była związana z niemiecką wytwórnią filmową Monumentalfilm Berlin. W latach 30. występowała na scenie Operetki Warszawskiej. Występowała m.in. w operetce Jacht Miłości kompozytorki Fanny Gordon. Nagrała m.in. tango argentyńskie Indie.